# Glyceria fluitans
Il gramignone natante (Glyceria fluitans (L.) R.Br., 1810) è una pianta angiosperma monocotiledone appartenente alla famiglia delle Poacee (sottofamiglia Pooideae).

## Etimologia
Il nome generico (Glyceria) deriva da una parola greca (glykeros o glukeroj) il cui significato è "dolce" e si riferisce alla dolcezza del grano della specie Glyceria fluitans. L'epiteto specifico (fluitans) significa "fluttuante".
Il binomio scientifico di questa pianta è stato proposto inizialmente da Linneo (1707 – 1778), perfezionato successivamente dal botanico britannico Robert Brown (Montrose, 21 dicembre 1773 – Londra, 10 giugno 1858) nella pubblicazione "Prodromus Florae Novae Hollandiae" del 1810..

## Descrizione

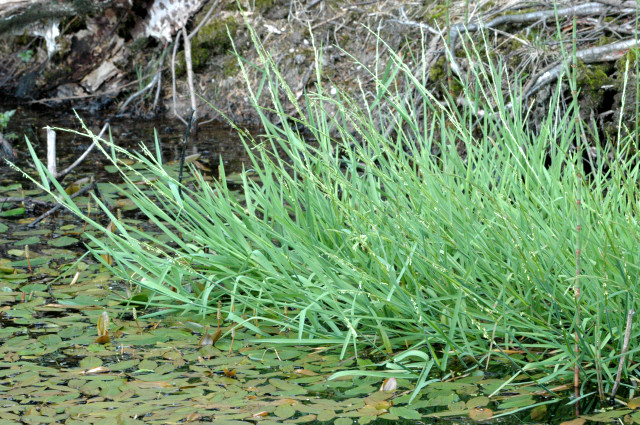
Il portamento

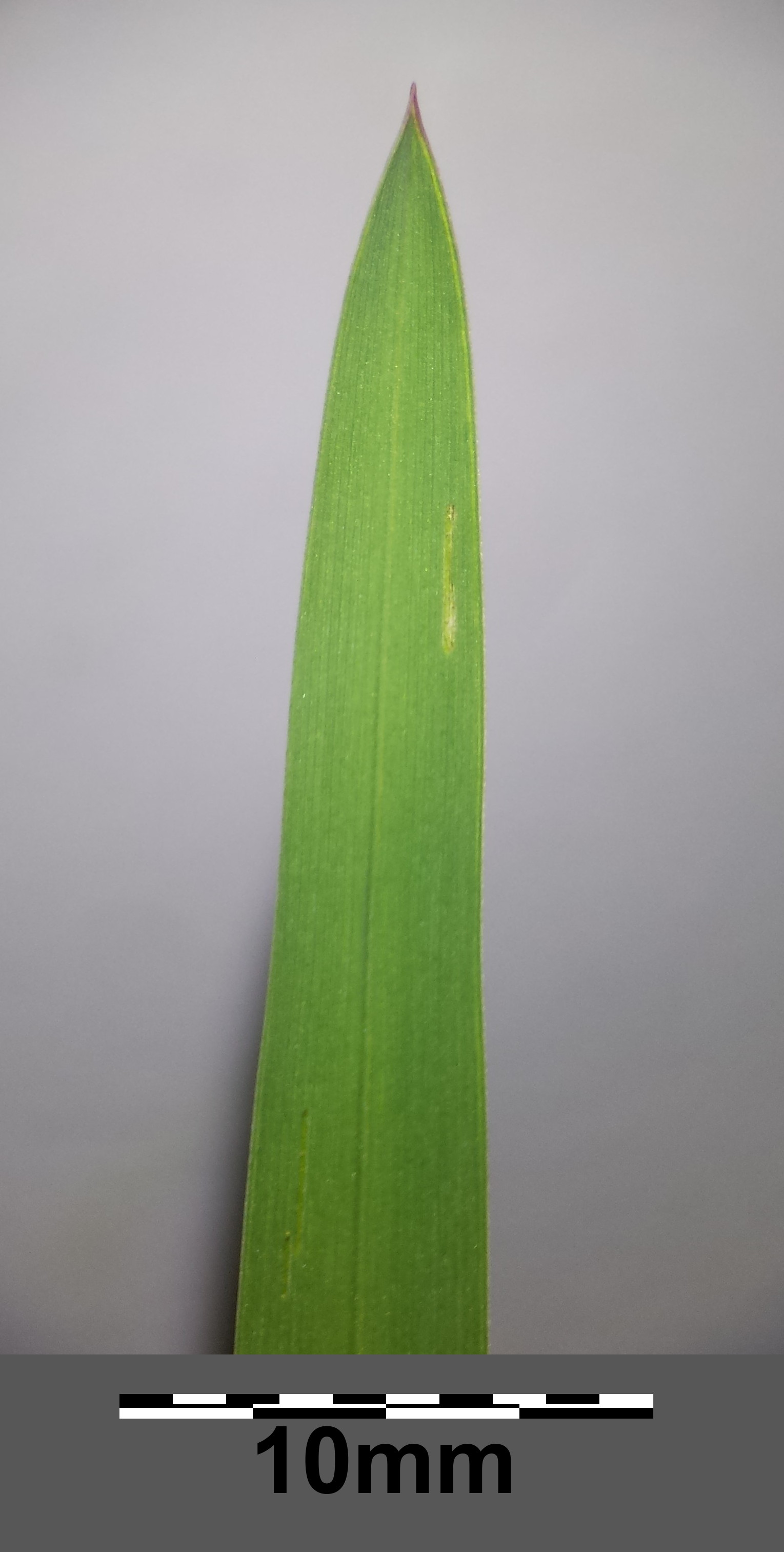
Le foglie

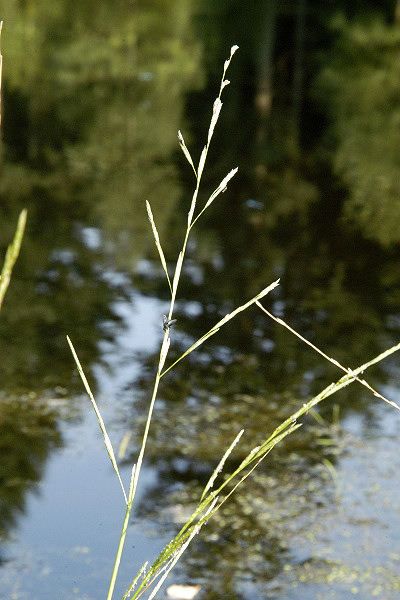
Infiorescenza

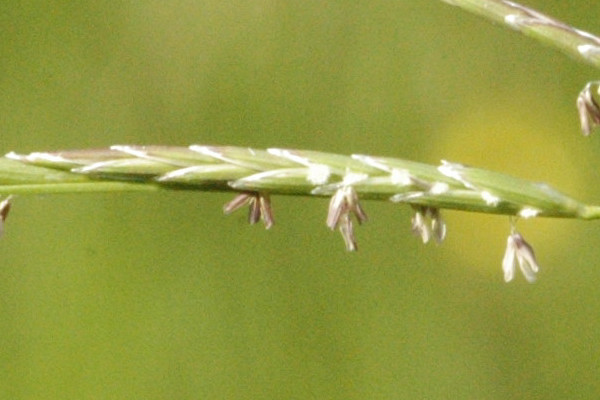
La spighetta

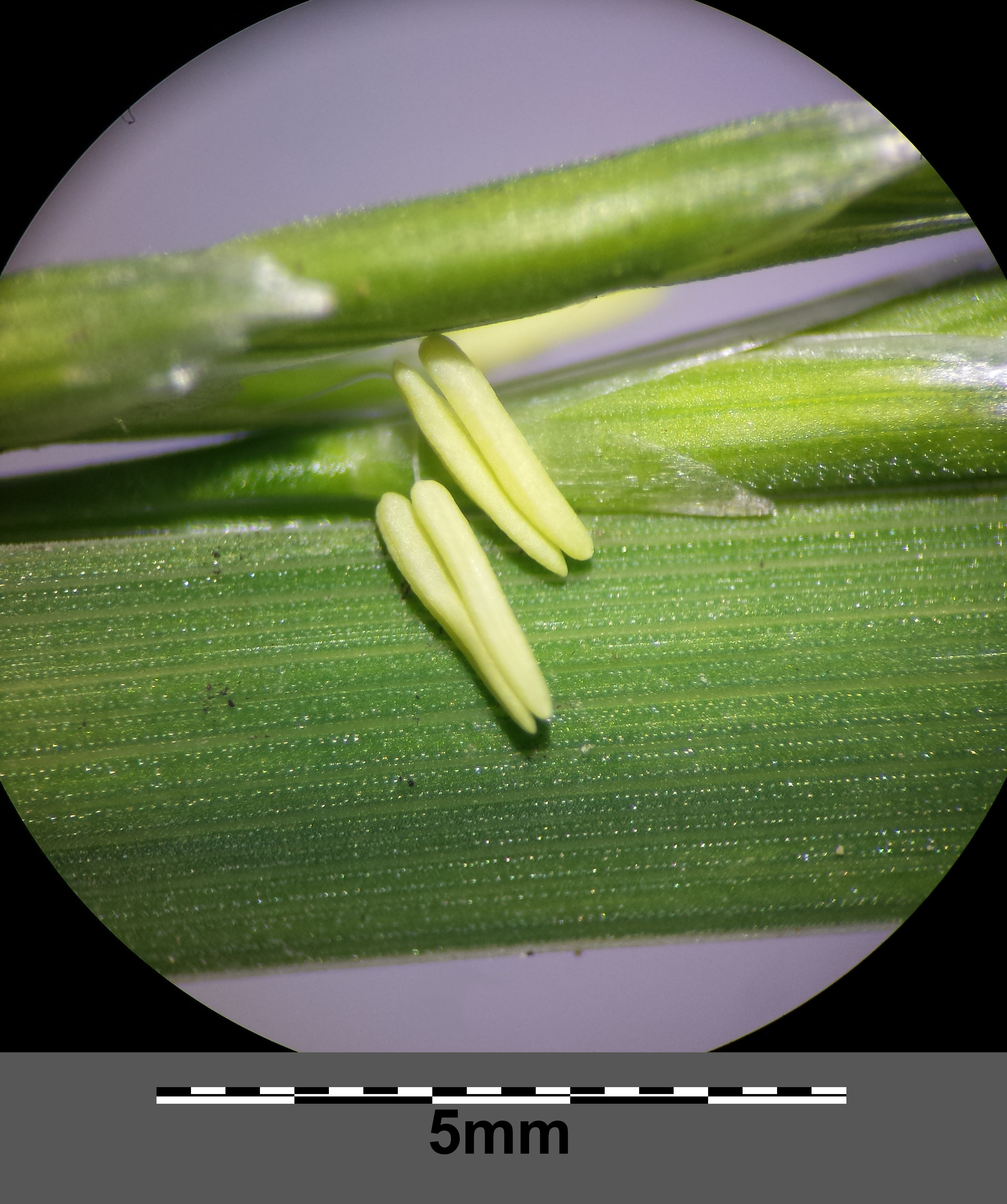
Le antere

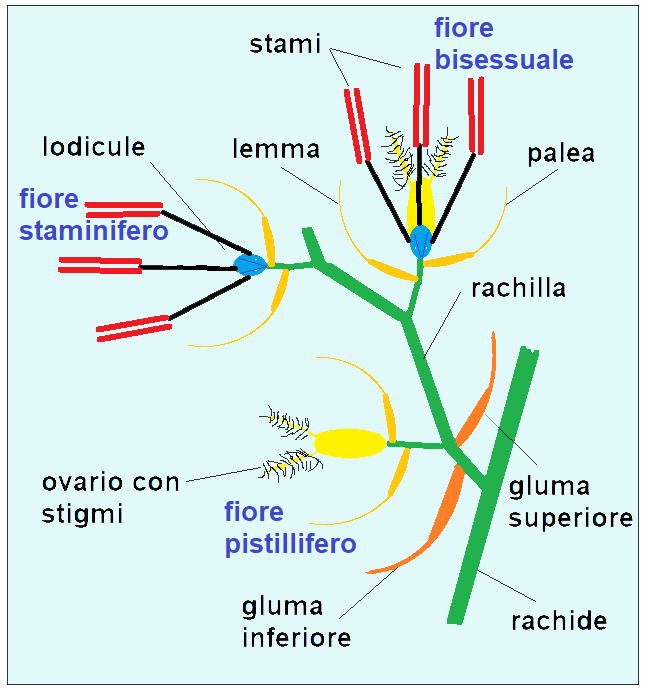
Spighetta generica con tre fiori diversi

Queste piante arrivano ad una altezza di 2 - 15 dm. La forma biologica prevalente è idrofita radicante (I rad), sono piante acquatiche perenni le cui gemme si trovano sommerse o natanti e con un apparato radicale che le ancora al fondale. In queste piante è presente anche la forma biologica geofita rizomatosa (G rhiz), ossia piante perenni erbacee che portano le gemme in posizione sotterranea; durante la stagione avversa non presentano organi aerei e le gemme si trovano in organi sotterranei come bulbi, tuberi e rizomi, fusti sotterranei dai quali, ogni anno, si dipartono radici e fusti aerei. In queste piante non sono presenti i micropeli.

### Radici
Le radici sono secondarie da rizomi striscianti.

### Fusto
La parte aerea del fusto (culmo) è ascendente o decombente, gracile e fogliosa fino all'infiorescenza.

### Foglie
Le foglie lungo il culmo sono disposte in modo alterno, sono distiche e si originano dai vari nodi. Sono composte da una guaina, una ligula e una lamina. Le venature sono parallelinervie e trasversali (appena visibili). Non sono presenti i pseudopiccioli e, nell'epidermide delle foglia, le papille.
- Guaina: la guaina è carenata e abbracciante il fusto con forme tubolari ed è priva di auricole; la superficie è liscia e glabra.
- Ligula: la ligula è acuta o tronca ed è lunga 4 – 6 mm; la consistenza è membranosa ed è priva di ciglia. Lunghezza 5 – 15 mm.
- Lamina: la forma è conduplicata, lineare con apice acuto e margini scabrosi (i bordi sono ruvido-taglienti). La superficie è liscia. Dimensioni della lamina: larghezza: 4 – 8 mm; lunghezza 5 – 25 cm.

### Infiorescenza
Infiorescenza principale (sinfiorescenza o semplicemente spiga): le infiorescenze, ramificate, ascellari e terminali, formate da alcune (1 - 4) spighette, hanno la forma di una pannocchia povera dalla forma lineare e stretta. La fillotassi dell'inflorescenza inizialmente è a due livelli, anche se le successive ramificazioni la fa apparire a spirale. I rami sono eretto-patenti. Il peduncolo è liscio o scabroso. Dimensione della pannocchia: 10 – 40 cm.

### Spighette
Infiorescenza secondaria (o spighetta): le spighette, pedicellate, compresse lateralmente con forme da lanceolate o oblunghe, sottese da due brattee distiche e strettamente sovrapposte chiamate glume (inferiore e superiore), sono formate da 8 - 16 fiori. Possono essere presenti dei fiori sterili; in questo caso sono in posizione distale rispetto a quelli fertili. Alla base di ogni fiore sono presenti due brattee: la palea (un profillo) e il lemma. La disarticolazione avviene con la rottura a maturità della rachilla tra i fiori fertili o sopra i glumi. Dimensione delle spighette: larghezza 2 – 3 mm; lunghezza 12 – 30 mm.
- Glume: le glume, persistenti, sono lunghe 3 e 4 mm rispettivamente (più corte della spighetta); sono membranose senza chiglie e mono-venate.
- Palea: la superficie della palea si presenta con una fascia mediana ialina sporgente con apice bifido.
- Lemma: la superficie del lemma ha delle nervature longitudinali prominenti; la forma è intera (oblunga) più o meno acuta (o anche ottusa); a volte è pubescente; il lemma è lungo 5 – 7 mm.

### Fiore
I fiori fertili sono attinomorfi formati da 3 verticilli: perianzio ridotto, androceo  e gineceo.
- Formula fiorale:[8]

- , P 2, A (1-)3(-6), G (2–3) supero, cariosside.

- Il perianzio è ridotto e formato da due lodicule, delle squame traslucide, poco visibili (forse relitto di un verticillo di 3 sepali). Le lodicule sono carnose e non vascolarizzate.
- L'androceo è composto da 3 stami ognuno con un breve filamento libero, una antera sagittata e due teche. Le antere sono basifisse con deiscenza laterale. Il polline è monoporato. Il colore delle antere è violaceo. Lunghezza delle antere: 2 – 3 mm.
- Il gineceo è composto da 3-(2) carpelli connati formanti un ovario supero. L'ovario, glabro, ha un solo loculo con un solo ovulo subapicale (o quasi basale). L'ovulo è anfitropo e semianatropo e tenuinucellato o crassinucellato. Lo stilo, allungato e persistente, è unico con due stigmi papillosi e distinti.
- Fioritura: da maggio a luglio.

### Frutti
I frutti sono del tipo cariosside, ossia sono dei piccoli chicchi indeiscenti, con forme ellissoidali, nei quali il pericarpo è formato da una sottile parete che circonda il singolo seme. In particolare il pericarpo è fuso al seme ed è aderente. L'endocarpo non è indurito e l'ilo è lungo e lineare. L'embrione è piccolo e provvisto di epiblasto ha un solo cotiledone altamente modificato (scutello senza fessura) in posizione laterale. I margini embrionali della foglia non si sovrappongono. Lunghezza del frutto: 2,5 – 3 mm.

## Biologia
Come gran parte delle Poaceae, le specie di questo genere si riproducono per impollinazione anemogama. Gli stigmi più o meno piumosi sono una caratteristica importante per catturare meglio il polline aereo. 
La dispersione dei semi avviene inizialmente a opera del vento (dispersione anemocora) e una volta giunti a terra grazie all'azione di insetti come le formiche (mirmecoria).

## Distribuzione e habitat

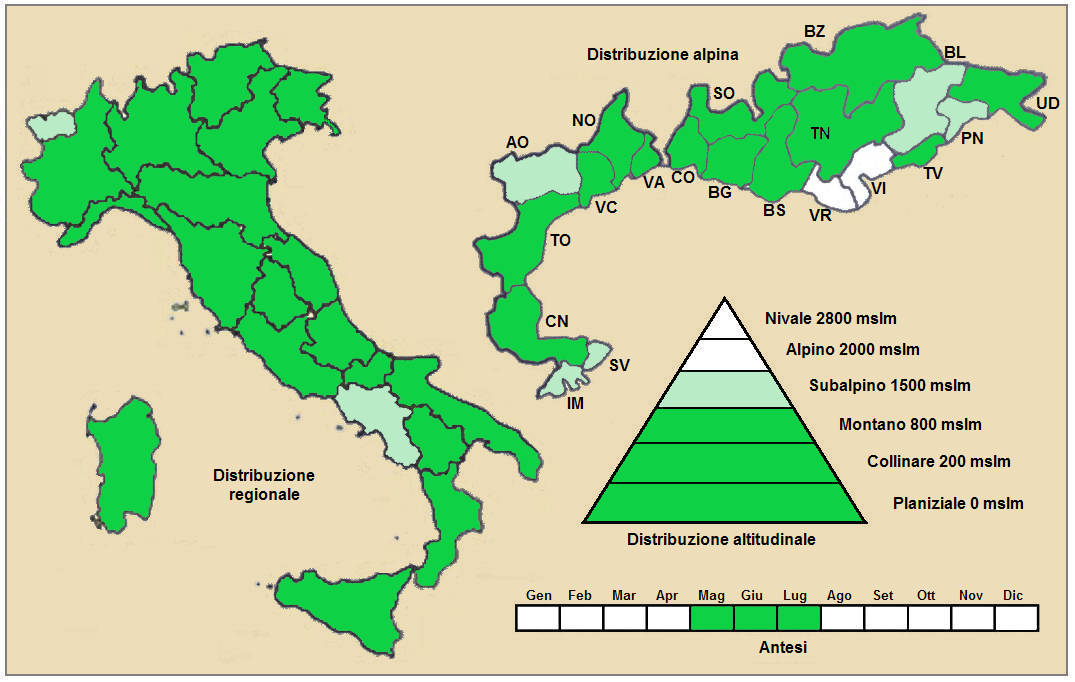
Distribuzione della pianta
(Distribuzione regionale – Distribuzione alpina)

- Geoelemento: il tipo corologico (area di origine) è Subcosmopolita o anche Eurasiatico / Nord Americano.
- Distribuzione: in Italia è una specie rara ma si trova in tutte le regioni. Nelle Alpi si trova sia sul versante meridionale che quello settentrionale. Sugli altri rilievi europei collegati alle Alpi si trova nella Foresta Nera, Vosgi, Massiccio del Giura, Massiccio Centrale, Pirenei, Alpi Dinariche, Monti Balcani e Carpazi.[15] Nel resto dell'Europa e dell'areale del Mediterraneo questa specie si trova dalla Penisola Iberica agli Urali (compresa l'Islanda); è presente anche nella Transcaucasia, in Anatolia, in Siria e nel Magreb.[16] Fuori dall'Europa si trova in Asia temperata (Siberia, Caucaso e Asia occidentale); in Australasia (Australia e Nuova Zelanda); nel Pacifico; nel Nord America (Canada, Stati Uniti e Messico); nel Sud America.[13]
- Habitat: gli habitat tipici per questa pianta sono i fossi, le paludi, i bordi dei ruscelli, le sorgenti, le cascate e gli ambienti acquatici in genere. Il substrato preferito è calcareo ma anche siliceo con pH neutro, medi valori nutrizionali del terreno che deve essere bagnato.[15]
- Distribuzione altitudinale: sui rilievi queste piante si possono trovare fino a 1.800 m s.l.m.; nelle Alpi frequentano quindi i seguenti piani vegetazionali: collinare, montano e in parte quello subalpino (oltre a quello planiziale – a livello del mare).

### Fitosociologia

#### Areale alpino
Dal punto di vista fitosociologico alpino Glyceria fluitans appartiene alla seguente comunità vegetale:
- Formazione: comunità delle megaforbie acquatiche

- Classe: Phragmito-Magnocaricetea Klika, 1941

- Ordine: Phragmitetalia communis Koch, 1926

- Alleanza: Glycerio-Sparganion Br.-Bl. & Sissingh, 1942

#### Areale italiano
Per l'areale completo italiano Glyceria fluitans appartiene alla seguente comunità vegetale:
- Macrotipologia: vegetazione anfibia di fiumi, sorgenti e paludi.

- Classe: Phragmito australis-Magnocaricetea elatae Klika in Klika & Novák, 1941

- Ordine: Nasturtio officinalis-Glycerietalia fluitantis Pignatti, 1953

- Alleanza: Glycerio fluitantis-Sparganion neglecti Br.-Bl. & Sissingh, 1942

Descrizione. L'alleanza Glycerio fluitantis-Sparganion neglecti è relativa alle comunità seminatanti o emerse di acque stagnanti o leggermente fluenti. Si tratta di una cenosi di specie anfibie che crescono lungo ruscelli o piccoli corsi fluviali, ma anche canali e stagni, in genere su accumuli di sedimento a grana fine. Gli ambienti sono sia disturbati che naturali. Questa alleanza è molto diffusa in tutta Europa, in Italia è comune nel centro-nord, più rara nel sud.
Specie presenti nell'associazione: Sparganium erectum, Glyceria notata, Nasturtium officinale, Veronica anagallis-aquatica, Scrophularia umbrosa, Berula erecta.

## Tassonomia
La famiglia delle Poacee comprende circa 800 generi e oltre 9.000 specie. È una delle famiglie più numerose e più importanti del gruppo delle monocotiledoni. La famiglia è suddivisa in 12 sottofamiglie, il genere Glyceria fa parte della sottofamiglia Pooideae, tribù Meliceae.
Il basionimo per questa specie è: Festuca fluitans L., 1753.

### Filogenesi
Il genere di questa specie (Glyceria) fa parte della supertribù Melicodae Soreng, 2017 (tribù Meliceae Link ex Endl., 1830). La supertribù Melicodae, dal punto di vista filogenetico, è la seconda supertribù, dopo la supertribù Nardodae Soreng, 2017, ad essersi evoluta nell'ambito della sottofamiglia Pooideae.
All'interno del genere Glyceria la specie di questa voce è descritta della sezione Glyceria e risulta formare con la Glyceria occidentalis (Piper) J.C.Nelson "gruppo fratello". La specie G. occidentalis è endemica del Nord America e in questo areale le due specie a volte sono confuse (forse sono strettamente collegate biologicamente).
Per il genere di questa voce sono descritte le seguenti sinapomorfie: (1) le venature dei lemmi sono prominenti e non convergono all'apice; (2) gli stami sono due o tre.
Il numero cromosomico di G. fluitans è: 2n = 20 e 40.

### Sinonimi
Questa entità ha avuto nel tempo diverse nomenclature. L'elenco seguente indica alcuni tra i sinonimi più frequenti:
- Desvauxia fluitans P.Beauv. ex Kunth
- Festuca fluitans  L.
- Festucaria heisteri  Fabr. ex Steud.
- Glyceria acuminata  Schur
- Glyceria denticulata  Dumort.
- Glyceria fluitans var. islandica  Á.Löve
- Glyceria fluitans subsp. poiformi s Fr.
- Glyceria fluitans var. triticea  (Fr.) Andersson
- Glyceria integra  Dumort.
- Hydrochloa fluitans  (L.) Hartm.
- Melica fluitans  (L.) Raspail
- Molinia fluitans  (L.) Hartm.
- Molinia plicata  Hartm.
- Panicularia brachyphylla  Nash
- Panicularia fluitans  (L.) Kuntze
- Poa barrelieri  Biv.
- Poa fluitans  (L.) Scop.